# مشاري (اسم)
مشاري (تُلفظ بسكون الميم) أو مَشاري (تُلفظ في بعض اللهجات بفتح الميم) هو اسم علم شخصي مذكر عربي خليجي يكثر انتشاره في الكويت بشكلٍ كبير كما ويتواجد أيضاً في السعودية، أصل الاسم هو من كلمة المشاراة.

## التاريخ
يُقال بأن اسم مشاري هو اسم كويتي الأصل نقله الكويتيون قديماً من بلاد الهند أثناء التجارة ومنه انتقل إلى الخليج وهو مُستوحاة من كلمة misari أو عن التسمية السواحلية «مشاري» والتي تعني السهم المُنطلق.[محل شك]

## المعنى
اسم مشاري له عدة معاني. منها المُبايع أي الذي يشتري ويُشترى منه. أو المُجادل المُلاج الثابت على رأيه. وكذلك اسم مشاري نسبةً إلى المَشار أي خلية نحل. والمَشاري لفظ يُقصد به جاني العسل. وكذلك يعني الشخص المنبسط للعدو أي الذي يُحارب عدوه ولا يتركه حتى يتقابل معه مرةً تلو المرة.

## الشخصيات
- مشاري العفاسي، منشد وقارئ قرآن كويتي.
- مشاري العرادة، منشد كويتي.
- مشاري العنجري، عضو في مجلس الأمة الكويتي.
- مشاري بن سعود بن عبد العزيز آل سعود، أمير سعودي.
- مشاري العوضي، مغني كويتي.
- مشاري البلام، ممثل كويتي.
- مشاري المجيبل، ممثل كويتي.
- مشاري بن عبد الرحمن بن حسن بن مشاري آل سعود، أمير سعودي.
- مشاري الخراز، داعية إسلامي كويتي.
- مشاري العنزي، لاعب كرة قدم سعودي.
- مشاري الذايدي، كاتب سعودي.
- مشاري العازمي، لاعب كرة قدم كويتي.
- مشاري العصيمي، عضو مجلس الأمة الكويتي.
- مشاري الظفيري، متسابق راليات كويتي.
- مشاري الثمالي، لاعب كرة قدم سعودي.
- مشاري بن سعود الكبير، أمير سعودي.
- مشاري بن عبد العزيز آل سعود، أمير سعودي.
- مشاري نايف، لاعب كرة قدم كويتي.
- مشاري براك، لاعب كرة قدم كويتي.
- مشاري عناد، لاعب كرة قدم كويتي.
- مشاري فيحان، لاعب كرة قدم كويتي.
- مشاري بن جلوي بن تركي آل سعود، أمير سعودي.